# Block Point
Der Block Point (englisch; polnisch Przylądek Blok) ist eine kleine Landspitze aus Moränengeröll und großen Felsblöcken an der Südküste von King George Island in der Gruppe der Südlichen Shetlandinseln. Sie liegt an der Mündung des Baranowski-Gletschers in die Admiralty Bay.
Polnische Wissenschaftler benannten sie 1980 deskriptiv.